# TSW Pegasus Football Club
Pour les articles homonymes, voir Pegasus.
Maillots
Actualités
Le TSW Pegasus Football Club, plus couramment abrégé en TSW Pegasus, est un club hongkongais de football fondé en 2008 et basé dans le quartier de Yuen Long à Hong Kong.

## Historique
- 2008 : fondation du club sous le nom de TSW Pegasus
- 2012 : le club est renommé Sun Pegasus FC
- 2015 : le club est renommé Hong Kong Pegasus FC

## Bilan sportif

### Palmarès
| \| - Championnat de Hong Kong : - Vice-champion : 2009-10 et 2011-12. - Coupe de Hong Kong (2) : - Vainqueur : 2009-10 et 2015-16 - Finaliste : 2008-09, 2011-12 et 2012-13. \| \| - Coupe de la Ligue de Hong Kong : - Finaliste : 2009. \| |  |                                                        |
| - Championnat de Hong Kong : - Vice-champion : 2009-10 et 2011-12. - Coupe de Hong Kong (2) : - Vainqueur : 2009-10 et 2015-16 - Finaliste : 2008-09, 2011-12 et 2012-13.                                                                    |  | - Coupe de la Ligue de Hong Kong : - Finaliste : 2009. |

### Bilan saison par saison
|           | I  | Points | Journées | V  | N | D | B.M. | B.P. | Diff. |
| 2008-2009 | 7e | 41 pts | 24       | 12 | 5 | 7 | 51   | 23   | +28   |
| 2009-2010 | 2e | 35 pts | 18       | 10 | 5 | 3 | 33   | 21   | +12   |
| 2010-2011 | 3e | 31 pts | 18       | 10 | 1 | 7 | 40   | 28   | +12   |
| 2011-2012 | 2e | 38 pts | 18       | 12 | 2 | 4 | 48   | 26   | +22   |

## Personnalités du club

### Présidents
- Wilson Wong (2008 - ?)
- Canny Leung
- Steven Lo

### Entraîneurs
| - José Ricardo Rambo (1er juillet 2008 - 30 juin 2009) - Dejan Antonić (1er juillet 2009 - 30 novembre 2009) - Hiu Ming Chan (1er juillet 2010 - 14 juin 2012) - Ho Yin Chan (10 juillet 2012 - 9 octobre 2012) - José Ricardo Rambo (9 juin 2014 - 26 janvier 2015) - Chi Hong Chan (27 janvier 2015 - 30 juin 2015) - Chi Kin Lee (1er juillet 2015 - 30 juin 2016) - Kevin Bond (11 avril 2016 - 05 juin 2016) | - Steve Gallen (04 juillet 2016 - 03 novembre 2016) - Kevin Bond (7 novembre 2016 - 30 juin 2017) - Ching Kwong Yeung (1er juillet 2017 - 31 mai 2018) - Pedro García (1er juillet 2018 - 30 septembre 2018) - Ho Yin Chan (1er octobre 2018 - 10 juillet 2019) - Man Pei Tak (10 juillet 2019 - 10 mai 2020) - Kwok Kar Lok (10 mai 2020 - ) |